# Quinto Cecilio Basso
Quinto Cecilio Basso, in latino Quintus Cecilius Bassus, in greco Καικίλιος Βάσσος o  Βάσσος τε Καικίλιος (fl. I sec. a.C. – dopo il 42 a.C.), è stato un militare romano, di stanza in Siria, presso Tiro, sotto Cesare. Promosse una ribellione contro Cesare nell'estate del 46 a.C. Dopo aver eliminato il legittimo governatore della provincia, Sesto Giulio Cesare, assegnatosi la carica di pretore, si sostituì a quest'ultimo istituendo un dominio personale dalla città di Apamea.

## Biografia
Cavaliere romano, aveva militato in giovane età sotto Gneo Pompeo Magno.
In seguito fu al centro di uno degli eventi più misteriosi e poco chiariti della guerra civile tra Cesare e Pompeo. Livio, di cui è rimasta per questa vicenda solo un'epitome del libro che doveva narrare l'evento in maniera molto più dettagliata, scrive che egli suscitò una ribellione in Siria, provincia romana da pochi decenni e perennemente in subbuglio, con l'appoggio della legione di Sesto Cesare, la quale uccisolo, si schierò al fianco del ribelle. Tutto ciò avvenne tra la battaglia di Farsalo (9 agosto 48 a.C.) e quella di Tapso, che si svolse a distanza di poche settimane da questi fatti. 
Appiano, diversamente da Livio, presenta Cecilio Basso come un cesariano ribellatosi alle soperchierie di Sesto Cesare. Ma la testimonianza di Appiano è sospetta di falsificazione. È da ritenere fededegna la versione di Dione, che presenta Cecilio come un pompeiano apertamente ribelle a Cesare durante una fase della guerra civile del tutto avversa a questi. Sesto Cesare era poi considerato l'erede politico di Cesare (in quanto suo parente più prossimo) e una ribellione contro di lui è prova certa di un'azione filo-pompeiana. Dione scrive inoltre che fosse apertamente dalla parte di Scipione e di Catone in quel momento (e così anche Giuseppe Flavio), anche se la lettera comunicante la morte di Cesare in Africa e l'affidamento a se stesso della provincia che mostrò a Sesto era chiaramente artefatta.
Ciò costituì un casus belli contro Sesto. Affrontato in battaglia da Sesto Cesare, Cecilio fu sconfitto ma non ucciso. Ripresosi, brigò nuovamente contro Sesto, riuscendo a spingere i suoi militari a tradirlo, uccidendolo. Fuggita in Cilicia una parte delle truppe di Sesto, Cecilio reclutò schiavi, allacciò legami con alcuni dinasti locali, tra cui il tetrarca della Galazia Deiotaro, i nemici Parti, trovando però la convinta opposizione degli Idumei di Giudea, guidati da Antipatro, fedelissimo di Cesare, che l'aveva salvato in Egitto (battaglia del Nilo).
Cesare, venuto a sapere della sedizione nell'estate del 46 a.C., affidò a Quinto Cornificio, governatore della Cilicia, il compito di reprimerla, inviandogli legioni a supporto, mentre egli si sarebbe diretto in Spagna ad affrontare le residue forze pompeiane raccolte attorno a Sesto Pompeo. Questi rinforzi tuttavia partirono solo con il nuovo governatore della Siria dell'anno 45 a.C. Gaio Antistio Vetere, il quale subirà una clamorosa sconfitta per mano di Cecilio Basso, grazie all'intervento del capo arabo Alcaudonio (già complice dei Parti contro Crasso) e del sovrano partico Pacoro.
Cesare a quel punto comandò un'altra spedizione composta da due eserciti per un totale di sei legioni, comandate da Lucio Stazio Marco e Marco Crispo, ma tale forza, cinto d'assedio Basso, non poté averne ragione, fino a che "egli non pose volontariamente se stesso nelle loro mani alle proprie condizioni".
Con la morte di Cesare alle idi di marzo il cesaricida Gaio Cassio Longino, recatosi in Oriente trasse a sé le forze ribelli (anche in virtù dei suoi passati legami da questore) e quelle inviate da Cesare: Cecilio Basso e Crispo ottennero il perdono, mentre Stazio, conservando il rango che deteneva in precedenza, ricevette il comando della flotta. Dopodiché non si sa più nulla di Basso. Probabilmente ciò è indizio di morte subito dopo o della sua eliminazione dalla scena politica.

### Fonti antiche
- Livio, Periochae ab Urbe condita, CXIIII
- Appiano, Bella civilia, III, 7=IV, 58
- Cassio Dione, Historia romana, XLVII, 26-28
- Strabone, Geografia, XVI, 2, 1
- Giuseppe Falvio, Antichità giudaiche, XIV, 268-272 - XI,I